# Etienne Cap
Etienne Petrus V. Cap (* 26. Januar 1942 in Burcht bei Antwerpen) ist ein belgischer Solotrompeter, der im Bereich des Jazz und der Unterhaltungsmusik hervorgetreten ist.

## Leben und Wirken
Cap erhielt ersten Instrumentalunterricht durch seinen Bruder Jean Cap. Nach einem Studium am Konservatorium seiner Geburtsstadt von 1955 bis 1961 wurde er 1964 Erster Trompeter beim Radio- und Fernsehorchester des BRT. 1971 holte ihn Max Greger in sein Orchester; zwischen 1977 und 1992 gehörte er zum Orchester von Hugo Strasser; daneben spielte er bei James Last und Helmut Brandenburg. Auch legte er Platten unter eigenem Namen vor und arbeitete er als Studiomusiker, Arrangeur und Komponist. Mit Giuseppe Solera und Georges Delagaye gründete er 1979 den Musikverlag Solcade und das Label Alpana, für das er die LP Latin Dancing und die Single Urbanus Melodie einspielte. Er nahm auch unter dem Pseudonym Stephan Pola auf. Er zog sich 1997 aus gesundheitlichen Gründen aus dem aktiven Musikleben zurück.

## Diskographische Hinweise
- Trumpet Trip (Studio One 1976)
- Munich Pop Orchestra, Etienne Cap Welthits der Trompete (Global Records and Tapes)
- Etienne Cap and His Orchestra Flight of Fancy (Intersound)

## Lexikalische Einträge
- Jürgen Wölfer: Jazz in Deutschland. Das Lexikon. Alle Musiker und Plattenfirmen von 1920 bis heute. Hannibal, Höfen 2008, ISBN 978-3-85445-274-4.